# 敦賀ジャンクション
敦賀ジャンクション（つるがジャンクション）は、福井県敦賀市高野にある北陸自動車道と舞鶴若狭自動車道を接続するジャンクションである。

## 概要
京阪神地方と北陸地方を結ぶ高速自動車国道としては、滋賀県の湖東を北上する北陸自動車道や名神高速道路 一宮JCTから東海北陸自動車道を経由するルートがあるが、この舞鶴若狭自動車道の完成により、吉川JCT - 敦賀JCT間は中国自動車道・名神高速道路・北陸自動車道経由のルートに比べて約30km短縮された。開通後3か月間の調査では、名神高速道路など各高速道路の渋滞が縮小したほか、嶺南での交通事故が約3割減少したなどの効果が出ている。

## 接続する道路
- E8 北陸自動車道[1]（3-1番）
- E27 舞鶴若狭自動車道[1][2]

## 沿革
- 2014年（平成26年）7月20日 - 舞鶴若狭自動車道の小浜IC - 敦賀JCT間開通に伴い供用開始[1][3][4][5]。

## 隣
E8 北陸自動車道
(3)木之本IC - 賤ヶ岳SA - 刀根PA - (3-1)敦賀JCT - (4)敦賀IC
E27 舞鶴若狭自動車道
(14)若狭美浜IC - (15)敦賀南スマートIC - (3-1)敦賀JCT